# Iveco P-Reihe
Die Iveco P-Reihe war eine schwere Baufahrzeug-Baureihe des Herstellers Iveco, die zusammen mit der Iveco T-Reihe auf der IAA 1977 in Frankfurt präsentiert wurde, mit der sie das Fahrerhaus teilte. Zu Anfang trugen die Fahrzeuge allerdings noch parallel die vier Markennamen der in Iveco aufgegangenen Nutzfahrzeugherstellern Fiat, OM, Unic und Magirus-Deutz. Produziert wurden alle im Magirus-Werk in Ulm.
Bei Magirus wurde sie analog zu den Lastwagen und Sattelzugmaschinen als M-Reihe bezeichnet und löste ab 1978 die D-Reihe ab. Ab dem 1. Januar 1983 wurden alle Produkte von Magirus-Deutz in Deutschland unter den Namen Iveco Magirus vertrieben.
Zunächst kamen ausschließlich luftgekühlte Deutz-Dieselmotoren zum Einsatz. Erst 1987 bot Iveco mit dem Typ 190.30 H einen schweren Kipper an, dessen Motor wassergekühlt war.
1993 wurde die P-Reihe zum Iveco EuroTrakker abgelöst.

## Bauarten
- Kipper 4×2 (Magirus 256/320 M 19 FK, Iveco 190-25/32 AH, Iveco 160-23/30 AH, Iveco 170-23/30 AH, Iveco 190-30 H)
- Allrad-Kipper 4x4 (Magirus 256/320 M 19 FAK, Iveco 190-25/30 AHW, Iveco 160-23/30 AHW, Iveco 170-23/30 AHW)
- Kipper 6x4 (Magirus 256/320 M 26 FK, Iveco 260-25/30/34 AH, Iveco 330-30/36 AH, Iveco 330-30/36 H)
- Allrad-Kipper 6x6 (Magirus 256/320 M 26 FAK, Iveco 260-25/30/34 AHW, Iveco 330-30/36 AHW)
- Kipper 8x4 (Magirus 320 M 30 FK, Iveco 300-25/30 AH, Iveco 320-30 AH, Iveco 320-30 H, Iveco 340-34 H)

Bei Iveco kennzeichnet der Buchstabe A luftgekühlte Motoren.

## Motorisierung
Luftgekühlte Motoren
- KHD F8L 413 L, V8, 12.763 cm³ Hubraum: 168 kW (228 PS)
- KHD F8L 413 F, V8, 12.763 cm³ Hubraum: 188 kW (256 PS)
- KHD BF8L 513 F, V8, 12.763 cm³ Hubraum: 225–250 kW (306–340 PS)
- KHD F10L 413 F, V10, 15.945 cm³ Hubraum: 235 kW (320 PS)
- KHD BF10L 413 F, V10, 15.945 cm³ Hubraum: 265 kW (360 PS)

Wassergekühlte Motoren
- Iveco 8210.22, R6, 13.798 cm³ Hubraum: 224 kW (304 PS)
- Iveco 8210.42, R6, 13.798 cm³ Hubraum: 265 kW (360 PS)